# Senior League LIFF 2014
La LIFF Senior League 2014 è la 17ª edizione del campionato di flag football (8º organizzato dalla LIFF). La stagione è iniziata il 1º giugno 2014 ed è terminata il 5 ottobre 2014 con la vittoria dei Marines Lazio.

## Squadre partecipanti
Variazioni rispetto alle edizioni precedenti:
- Non si sono iscritti i Blitz Ciriè, i Dragons Salento, i Condor Grosseto, i Gorillas Varese, le Civette Ferrara e i Teufel Cernusco;
- Debuttano gli 82'ers Napoli, gli Angels Pesaro, i Blue Storms Busto Arsizio, i Sith Cagliari, i Tauri Torino e i Gators Busnago;
- I  Marines Lazio partecipano anche con un secondo team, i " Marines Rookies"
- Hanno chiuso la società i Centurions Alessandria
- I Cubs Roma diventano Grizzlies Roma.

| Club                               | Città              | Risultato nella stagione 2013                                  |
| ---------------------------------- | ------------------ | -------------------------------------------------------------- |
| 65ers Arona                        | Arona (NO)         | Raggiunte le Wild Card B (14°-21° regular season)              |
| 82'ers Napoli                      | Napoli             | (Esordienti)                                                   |
| Angels Pesaro                      | Pesaro             | (Esordienti)                                                   |
| Apaches Bologna                    | Bologna            | Raggiunte le Wild Card B (14°-21° regular season)              |
| Banditi Ferrara                    | Ferrara            | Raggiunte le Wild Card A (6°-13° regular season)               |
| Black Hammers Ostia                | Ostia              | Raggiunte le Wild Card B (14°-21° regular season)              |
| Blackreds Aosta                    | Aosta              | 22° in regular season                                          |
| Blue Storms Busto Arsizio          | Busto Arsizio (VA) | (Esordienti)                                                   |
| Cleavers Cavriago                  | Cavriago (RE)      | Secondo posto                                                  |
| Flames Busto Arsizio               | Busto Arsizio (VA) | 24° in regular season, ma ripescati nelle Wild Card B          |
| Gargoyles Ancona                   | Ancona             | Settimo posto                                                  |
| Gators Busnago                     | Busnago (MB)       | (Esordienti)                                                   |
| Goblins Lanciano                   | Lanciano (CH)      | Raggiunte le Wild Card B (14°-21° regular season)              |
| Grizzlies Roma                     | Roma               | 14° in regular season, ma non qualificatisi per le Wild Card B |
| Guatti Ancona                      | Ancona             | Terzo posto                                                    |
| Hedgehogs Mantova                  | Curtatone (MN)     | Quarto posto                                                   |
| Hunters Roma                       | Roma               | Raggiunte le Wild Card B (14°-21° regular season)              |
| Leoni Palmanova                    | Palmanova (UD)     | Ottavo posto                                                   |
| Lumberjacks Fiuggi                 | Fiuggi (FR)        | Raggiunte le Wild Card A (6°-13° regular season)               |
| Marines Lazio                      | Roma               | Campioni in carica                                             |
| Marines Rookies                    | Roma               | (Esordienti)                                                   |
| Pirates Loano                      | Loano (SV)         | 25° in regular season, ma ripescati nelle Wild Card B          |
| Raiders Roma                       | Roma               | Raggiunte le Wild Card A (6°-13° regular season)               |
| Razorbacks Piemonte                | Torino             | Raggiunte le Wild Card B (14°-21° regular season)              |
| Refoli Trieste                     | Trieste            | Raggiunte le Wild Card A (6°-13° regular season)               |
| Sith Cagliari                      | Cagliari           | (Esordienti)                                                   |
| Template:Football Minotauri Torino | Torino             | (Esordienti)                                                   |
| Taz30 Bologna                      | Bologna            | Quinto posto                                                   |
| Steelers Terni                     | Terni              | Sesto posto                                                    |
| X-Men Correggio                    | Correggio (RE)     | Raggiunte le Wild Card A (6°-13° regular season)               |

### Gironi
Rispetto alle edizioni precedenti, l'unica variazione avutasi è stato il passaggio degli  Hedgehogs Mantova dal girone Nord-Est al girone Nord-Ovest.
| Division Nord-Ovest       | Division Nord-Est | Division Centro-Sud |
| ------------------------- | ----------------- | ------------------- |
| 65ers Arona               | Angels Pesaro     | 82'ers Napoli       |
| Blackreds Aosta           | Apaches Bologna   | Black Hammers Ostia |
| Blue Storms Busto Arsizio | Banditi Ferrara   | Goblins Lanciano    |
| Cleavers Cavriago         | Gargoyles Ancona  | Grizzlies Roma      |
| Flames Busto Arsizio      | Guatti Ancona     | Hunters Roma        |
| Gators Busnago            | Leoni Palmanova   | Lumberjacks Fiuggi  |
| Hedgehogs Mantova         | Refoli Trieste    | Marines Lazio       |
| Pirates Loano             | Taz30 Bologna     | Raiders Roma        |
| Razorbacks Piemonte       |                   | Marines Rookies     |
| Tauri Torino              |                   | Sith Cagliari       |
| X-Men Correggio           |                   | Steelers Terni      |

## Calendario

### 1ª giornata

#### Interdivisionale Nord Ovest-Centro Sud
| Scandiano 1º giugno 2014, ore 10:30 | X-Men Correggio   | 25 – 31 | Hedgehogs Mantova | Stadio "Torelli"\| Arbitro: \| Crew Hunters Roma \| |
| Arbitro:                            | Crew Hunters Roma |         |                   |                                                     |

| Scandiano 1º giugno 2014, ore 10:30 | Cleavers Cavriago         | 55 – 6 | Blue Storms Busto Arsizio | Stadio "Torelli"\| Arbitro: \| Crew Flames Busto Arsizio \| |
| Arbitro:                            | Crew Flames Busto Arsizio |        |                           |                                                             |

| Scandiano 1º giugno 2014, ore 11:40 | Pirates Loano        | 6 – 27 | Hedgehogs Mantova | Stadio "Torelli"\| Arbitro: \| Crew X-Men Correggio \| |
| Arbitro:                            | Crew X-Men Correggio |        |                   |                                                        |

| Scandiano 1º giugno 2014, ore 11:40 | Raiders Roma           | 24 – 6 | Razorbacks Piemonte | Stadio "Torelli"\| Arbitro: \| Crew Cleavers Cavriago \| |
| Arbitro:                            | Crew Cleavers Cavriago |        |                     |                                                          |

| Scandiano 1º giugno 2014, ore 11:40 | Flames Busto Arsizio                               | 6 – 33 | Goblins Lanciano | Stadio "Torelli"\| Arbitro: \| Crew Blue Storms Busto Arsizio e Cleavers Cavriago \| |
| Arbitro:                            | Crew Blue Storms Busto Arsizio e Cleavers Cavriago |        |                  |                                                                                      |

| Scandiano 1º giugno 2014, ore 11:40 | Hunters Roma                                     | 19 – 13 | Blackreds Aosta | Stadio "Torelli"\| Arbitro: \| Crew Blue Storms Busto Arsizio e X-Men Correggio \| |
| Arbitro:                            | Crew Blue Storms Busto Arsizio e X-Men Correggio |         |                 |                                                                                    |

| Scandiano 1º giugno 2014, ore 12:50 | Blue Storms Busto Arsizio | 12 – 44 | X-Men Correggio | Stadio "Torelli"\| Arbitro: \| Crew Hunters Roma \| |
| Arbitro:                            | Crew Hunters Roma         |         |                 |                                                     |

| Scandiano 1º giugno 2014, ore 12:50 | Cleavers Cavriago      | 14 – 6 | Raiders Roma | Stadio "Torelli"\| Arbitro: \| Crew Hedgehogs Mantova \| |
| Arbitro:                            | Crew Hedgehogs Mantova |        |              |                                                          |

| Scandiano 1º giugno 2014, ore 12:50 | Flames Busto Arsizio                      | 26 – 43 | Razorbacks Piemonte | Stadio "Torelli"\| Arbitro: \| Crew Hedgehogs Mantova e Goblins Lanciano \| |
| Arbitro:                            | Crew Hedgehogs Mantova e Goblins Lanciano |         |                     |                                                                             |

| Scandiano 1º giugno 2014, ore 12:50 | Pirates Loano    | 26 – 38 | Blackreds Aosta | Stadio "Torelli"\| Arbitro: \| Goblins Lanciano \| |
| Arbitro:                            | Goblins Lanciano |         |                 |                                                    |

| Scandiano 1º giugno 2014, ore 14:00 | Hedgehogs Mantova                                    | 63 – 6 | Flames Busto Arsizio | Stadio "Torelli"\| Arbitro: \| Crew Blue Storms Busto Arsizio e Razorbacks Piemonte \| |
| Arbitro:                            | Crew Blue Storms Busto Arsizio e Razorbacks Piemonte |        |                      |                                                                                        |

| Scandiano 1º giugno 2014, ore 14:00 | Cleavers Cavriago                                | 39 – 14 | Goblins Lanciano | Stadio "Torelli"\| Arbitro: \| Crew Blue Storms Busto Arsizio e Blackreds Aosta \| |
| Arbitro:                            | Crew Blue Storms Busto Arsizio e Blackreds Aosta |         |                  |                                                                                    |

| Scandiano 1º giugno 2014, ore 14:00 | X-Men Correggio          | 59 – 12 | Hunters Roma | Stadio "Torelli"\| Arbitro: \| Crew Razorbacks Piemonte \| |
| Arbitro:                            | Crew Razorbacks Piemonte |         |              |                                                            |

| Scandiano 1º giugno 2014, ore 14:00 | Pirates Loano        | 8 – 27 | Raiders Roma | Stadio "Torelli"\| Arbitro: \| Crew Blackreds Aosta \| |
| Arbitro:                            | Crew Blackreds Aosta |        |              |                                                        |

| Scandiano 1º giugno 2014, ore 15:10 | X-Men Correggio   | 47 – 12 | Blackreds Aosta | Stadio "Torelli"\| Arbitro: \| Crew Raiders Roma \| |
| Arbitro:                            | Crew Raiders Roma |         |                 |                                                     |

| Scandiano 1º giugno 2014, ore 15:10 | Razorbacks Piemonte | 12 – 27 | Goblins Lanciano | Stadio "Torelli"\| Arbitro: \| Crew Pirates Loano \| |
| Arbitro:                            | Crew Pirates Loano  |         |                  |                                                      |

| Scandiano 1º giugno 2014, ore 15:10 | Blue Storms Busto Arsizio | 6 – 33 | Hunters Roma | Stadio "Torelli"\| Arbitro: \| Crew Cleavers Cavriago \| |
| Arbitro:                            | Crew Cleavers Cavriago    |        |              |                                                          |

#### Divisionale Nord Est
| Blessano 1º giugno 2014, ore 11:00 | Refoli Trieste       | 25 – 32 | Taz30 Bologna | C.S. Blessano\| Arbitro: \| Crew Leoni Palmanova \| |
| Arbitro:                           | Crew Leoni Palmanova |         |               |                                                     |

| Blessano 1º giugno 2014, ore 12:10 | Refoli Trieste     | 27 – 33 | Leoni Palmanova | C.S. Blessano\| Arbitro: \| Crew Taz30 Bologna \| |
| Arbitro:                           | Crew Taz30 Bologna |         |                 |                                                   |

| Blessano 1º giugno 2014, ore 13:20 | Leoni Palmanova     | 46 – 19 | Taz30 Bologna | C.S. Blessano\| Arbitro: \| Crew Refoli Trieste \| |
| Arbitro:                           | Crew Refoli Trieste |         |               |                                                    |

| Pesaro 1º giugno 2014, ore 14:00 | Gargoyles Ancona   | 20 – 13 | Guatti Ancona | \| Arbitro: \| Crew Angels Pesaro \| |
| Arbitro:                         | Crew Angels Pesaro |         |               |                                      |

| Pesaro 1º giugno 2014, ore 15:10 | Angels Pesaro      | 20 – 30 | Gargoyles Ancona | \| Arbitro: \| Crew Guatti Ancona \| |
| Arbitro:                         | Crew Guatti Ancona |         |                  |                                      |

| Pesaro 1º giugno 2014, ore 16:20 | Guatti Ancona         | 42 – 18 | Angels Pesaro | \| Arbitro: \| Crew Gargoyles Ancona \| |
| Arbitro:                         | Crew Gargoyles Ancona |         |               |                                         |

### 2ª giornata

#### Divisionale Nord Ovest
| Vedano Olona 15 giugno 2014, ore 10:30 | Blackreds Aosta      | 29 – 34 | Flames Busto Arsizio | Campo sportivo Via Volta\| Arbitro: \| Crew X-Men Correggio \| |
| Arbitro:                               | Crew X-Men Correggio |         |                      |                                                                |

| Vedano Olona 15 giugno 2014, ore 10:30 | Blue Storms Busto Arsizio | 48 – 30 | Tauri Torino | Campo sportivo Via Volta\| Arbitro: \| Crew Cleavers Cavriago \| |
| Arbitro:                               | Crew Cleavers Cavriago    |         |              |                                                                  |

| Vedano Olona 15 giugno 2014, ore 10:30 | Razorbacks Piemonte                  | 13 – 20 | Pirates Loano | Campo sportivo Via Volta\| Arbitro: \| Crew Hedgehogs Mantova e 65ers Arona \| |
| Arbitro:                               | Crew Hedgehogs Mantova e 65ers Arona |         |               |                                                                                |

| Vedano Olona 15 giugno 2014, ore 11:40 | Cleavers Cavriago        | 27 – 25 | 65ers Arona | Campo sportivo Via Volta\| Arbitro: \| Crew Razorbacks Piemonte \| |
| Arbitro:                               | Crew Razorbacks Piemonte |         |             |                                                                    |

| Vedano Olona 15 giugno 2014, ore 11:40 | X-Men Correggio      | 47 – 0 | Flames Busto Arsizio | Campo sportivo Via Volta\| Arbitro: \| Crew Blackreds Aosta \| |
| Arbitro:                               | Crew Blackreds Aosta |        |                      |                                                                |

| Vedano Olona 15 giugno 2014, ore 11:40 | Hedgehogs Mantova                 | 45 – 6 | Blue Storms Busto Arsizio | Campo sportivo Via Volta\| Arbitro: \| Crew Pirates Loano e Tauri Torino \| |
| Arbitro:                               | Crew Pirates Loano e Tauri Torino |        |                           |                                                                             |

| Vedano Olona 15 giugno 2014, ore 12:50 | Razorbacks Piemonte                           | 38 – 18 | Blackreds Aosta | Campo sportivo Via Volta\| Arbitro: \| Crew Cleavers Cavriago e Flames Busto Arsizio \| |
| Arbitro:                               | Crew Cleavers Cavriago e Flames Busto Arsizio |         |                 |                                                                                         |

| Vedano Olona 15 giugno 2014, ore 12:50 | X-Men Correggio        | 40 – 47 | 65ers Arona | Campo sportivo Via Volta\| Arbitro: \| Crew Hedgehogs Mantova \| |
| Arbitro:                               | Crew Hedgehogs Mantova |         |             |                                                                  |

| Vedano Olona 15 giugno 2014, ore 12:50 | Pirates Loano                  | 45 – 20 | Tauri Torino | Campo sportivo Via Volta\| Arbitro: \| Crew Blue Storms Busto Arsizio \| |
| Arbitro:                               | Crew Blue Storms Busto Arsizio |         |              |                                                                          |

| Vedano Olona 15 giugno 2014, ore 14:00 | Flames Busto Arsizio | 24 – 21 | Blue Storms Busto Arsizio | Campo sportivo Via Volta\| Arbitro: \| Crew Blackreds Aosta \| |
| Arbitro:                               | Crew Blackreds Aosta |         |                           |                                                                |

| Vedano Olona 15 giugno 2014, ore 14:00 | X-Men Correggio                   | 42 – 26 | Razorbacks Piemonte | Campo sportivo Via Volta\| Arbitro: \| Crew Pirates Loano e Tauri Torino \| |
| Arbitro:                               | Crew Pirates Loano e Tauri Torino |         |                     |                                                                             |

| Vedano Olona 15 giugno 2014, ore 14:00 | Cleavers Cavriago | 20 – 26 (d.t.s.) | Hedgehogs Mantova | Campo sportivo Via Volta\| Arbitro: \| Crew 65ers Arona \| |
| Arbitro:                               | Crew 65ers Arona  |                  |                   |                                                            |

| Vedano Olona 15 giugno 2014, ore 15:10 | 65ers Arona              | 33 – 12 | Tauri Torino | Campo sportivo Via Volta\| Arbitro: \| Crew Razorbacks Piemonte \| |
| Arbitro:                               | Crew Razorbacks Piemonte |         |              |                                                                    |

| Vedano Olona 15 giugno 2014, ore 15:10 | Hedgehogs Mantova              | 53 – 7 | Blackreds Aosta | Campo sportivo Via Volta\| Arbitro: \| Crew Blue Storms Busto Arsizio \| |
| Arbitro:                               | Crew Blue Storms Busto Arsizio |        |                 |                                                                          |

| Vedano Olona 15 giugno 2014, ore 15:10 | Cleavers Cavriago         | 49 – 7 | Pirates Loano | Campo sportivo Via Volta\| Arbitro: \| Crew Flames Busto Arsizio \| |
| Arbitro:                               | Crew Flames Busto Arsizio |        |               |                                                                     |

#### Interdivisionale Nord Est-Centro Sud
| Roma 15 giugno 2014, ore 10:00 | Taz30 Bologna     | 26 – 47 | Grizzlies Roma | Stadio Flaminio\| Arbitro: \| Crew Raiders Roma \| |
| Arbitro:                       | Crew Raiders Roma |         |                |                                                    |

| Roma 15 giugno 2014, ore 10:00 | Marines Lazio      | 59 – 37 | Refoli Trieste | Stadio Flaminio\| Arbitro: \| Crew Guatti Ancona \| |
| Arbitro:                       | Crew Guatti Ancona |         |                |                                                     |

| Roma 15 giugno 2014, ore 10:00 | Hunters Roma             | 34 – 13 | Apaches Bologna | Stadio Flaminio\| Arbitro: \| Crew Black Hammers Ostia \| |
| Arbitro:                       | Crew Black Hammers Ostia |         |                 |                                                           |

| Roma 15 giugno 2014, ore 11:10 | Taz30 Bologna       | 47 – 12 | 82'ers Napoli | Stadio Flaminio\| Arbitro: \| Crew Grizzlies Roma \| |
| Arbitro:                       | Crew Grizzlies Roma |         |               |                                                      |

| Roma 15 giugno 2014, ore 11:10 | Goblins Lanciano    | 29 – 12 | Marines Rookies | Stadio Flaminio\| Arbitro: \| Crew Refoli Trieste \| |
| Arbitro:                       | Crew Refoli Trieste |         |                 |                                                      |

| Roma 15 giugno 2014, ore 11:10 | Lumberjacks Fiuggi   | 25 – 33 | Hunters Roma | Stadio Flaminio\| Arbitro: \| Crew Apaches Bologna \| |
| Arbitro:                       | Crew Apaches Bologna |         |              |                                                       |

| Roma 15 giugno 2014, ore 11:10 | Guatti Ancona      | 19 – 13 | Raiders Roma | Stadio Flaminio\| Arbitro: \| Crew Marines Lazio \| |
| Arbitro:                       | Crew Marines Lazio |         |              |                                                     |

| Roma 15 giugno 2014, ore 11:10 | Gargoyles Ancona | 13 – 38 | Black Hammers Ostia | Stadio Flaminio\| Arbitro: \| Crew mix 4 team \| |
| Arbitro:                       | Crew mix 4 team  |         |                     |                                                  |

| Roma 15 giugno 2014, ore 12:20 | Marines Lazio      | 52 – 0 | Gargoyles Ancona | Stadio Flaminio\| Arbitro: \| Crew Taz30 Bologna \| |
| Arbitro:                       | Crew Taz30 Bologna |        |                  |                                                     |

| Roma 15 giugno 2014, ore 12:20 | Refoli Trieste                      | 50 – 44 | Goblins Lanciano | Stadio Flaminio\| Arbitro: \| Crew Hunters Roma e Marines Rookies \| |
| Arbitro:                       | Crew Hunters Roma e Marines Rookies |         |                  |                                                                      |

| Roma 15 giugno 2014, ore 12:20 | Grizzlies Roma          | 25 – 39 | Black Hammers Ostia | Stadio Flaminio\| Arbitro: \| Crew Lumberjacks Fiuggi \| |
| Arbitro:                       | Crew Lumberjacks Fiuggi |         |                     |                                                          |

| Roma 15 giugno 2014, ore 12:20 | Raiders Roma                       | 20 – 13 | Apaches Bologna | Stadio Flaminio\| Arbitro: \| Crew Guatti Ancona e 82'ers Napoli \| |
| Arbitro:                       | Crew Guatti Ancona e 82'ers Napoli |         |                 |                                                                     |

| Roma 15 giugno 2014, ore 13:30 | Marines Lazio         | 20 – 46 | Grizzlies Roma | Stadio Flaminio\| Arbitro: \| Crew Goblins Lanciano \| |
| Arbitro:                       | Crew Goblins Lanciano |         |                |                                                        |

| Roma 15 giugno 2014, ore 13:30 | Refoli Trieste  | 64 – 6 | 82'ers Napoli | Stadio Flaminio\| Arbitro: \| Crew mix 4 team \| |
| Arbitro:                       | Crew mix 4 team |        |               |                                                  |

| Roma 15 giugno 2014, ore 13:30 | Taz30 Bologna         | 0 – 25 | Lumberjacks Fiuggi | Stadio Flaminio\| Arbitro: \| Crew Gargoyles Ancona \| |
| Arbitro:                       | Crew Gargoyles Ancona |        |                    |                                                        |

| Roma 15 giugno 2014, ore 13:30 | Marines Rookies   | 20 – 26 | Apaches Bologna | Stadio Flaminio\| Arbitro: \| Crew Raiders Roma \| |
| Arbitro:                       | Crew Raiders Roma |         |                 |                                                    |

| Roma 15 giugno 2014, ore 13:30 | Guatti Ancona            | 33 – 12 | Hunters Roma | Stadio Flaminio\| Arbitro: \| Crew Black Hammers Ostia \| |
| Arbitro:                       | Crew Black Hammers Ostia |         |              |                                                           |

| Roma 15 giugno 2014, ore 14:40 | Lumberjacks Fiuggi | 12 – 35 | Raiders Roma | Stadio Flaminio\| Arbitro: \| Crew Marines Lazio \| |
| Arbitro:                       | Crew Marines Lazio |         |              |                                                     |

| Roma 15 giugno 2014, ore 14:40 | Gargoyles Ancona    | 37 – 10 | Marines Rookies | Stadio Flaminio\| Arbitro: \| Crew Grizzlies Roma \| |
| Arbitro:                       | Crew Grizzlies Roma |         |                 |                                                      |

| Roma 15 giugno 2014, ore 14:40 | 82'ers Napoli   | 6 – 52 | Black Hammers Ostia | Stadio Flaminio\| Arbitro: \| Crew mix 3 team \| |
| Arbitro:                       | Crew mix 3 team |        |                     |                                                  |

| Roma 15 giugno 2014, ore 14:40 | Guatti Ancona     | 40 – 20 | Goblins Lanciano | Stadio Flaminio\| Arbitro: \| Crew Hunters Roma \| |
| Arbitro:                       | Crew Hunters Roma |         |                  |                                                    |

### 3ª giornata (bowl divisionali)

#### Divisionale Nord-Ovest
| Cavallermaggiore 29 giugno 2014, ore 10:30 | Razorbacks Piemonte       | 32 – 13 | Tauri Torino | Campo Sportivo Comunale\| Arbitro: \| Crew Flames Busto Arsizio \| |
| Arbitro:                                   | Crew Flames Busto Arsizio |         |              |                                                                    |

| Cavallermaggiore 29 giugno 2014, ore 10:30 | 65ers Arona               | 33 – 25 | Pirates Loano | Campo Sportivo Comunale\| Arbitro: \| Crew Flames Busto Arsizio \| |
| Arbitro:                                   | Crew Flames Busto Arsizio |         |               |                                                                    |

| Cavallermaggiore 29 giugno 2014, ore 11:40 | Cleavers Cavriago      | 27 – 14 | Razorbacks Piemonte | Campo Sportivo Comunale\| Arbitro: \| Crew Hedgehogs Mantova \| |
| Arbitro:                                   | Crew Hedgehogs Mantova |         |                     |                                                                 |

| Cavallermaggiore 29 giugno 2014, ore 11:40 | Blue Storms Busto Arsizio | 51 – 33 | Gators Busnago | Campo Sportivo Comunale\| Arbitro: \| Crew 65ers Arona \| |
| Arbitro:                                   | Crew 65ers Arona          |         |                |                                                           |

| Cavallermaggiore 29 giugno 2014, ore 11:40 | Flames Busto Arsizio | 18 – 26 | Pirates Loano | Campo Sportivo Comunale\| Arbitro: \| Crew Tauri Torino \| |
| Arbitro:                                   | Crew Tauri Torino    |         |               |                                                            |

| Cavallermaggiore 29 giugno 2014, ore 12:50 | Hedgehogs Mantova        | 44 – 7 | 65ers Arona | Campo Sportivo Comunale\| Arbitro: \| Crew Razorbacks Piemonte \| |
| Arbitro:                                   | Crew Razorbacks Piemonte |        |             |                                                                   |

| Cavallermaggiore 29 giugno 2014, ore 12:50 | Cleavers Cavriago              | 46 – 0 | Tauri Torino | Campo Sportivo Comunale\| Arbitro: \| Crew Blue Storms Busto Arsizio \| |
| Arbitro:                                   | Crew Blue Storms Busto Arsizio |        |              |                                                                         |

| Cavallermaggiore 29 giugno 2014, ore 12:50 | Pirates Loano                  | 26 – 12 | Gators Busnago | Campo Sportivo Comunale\| Arbitro: \| Crew Blue Storms Busto Arsizio \| |
| Arbitro:                                   | Crew Blue Storms Busto Arsizio |         |                |                                                                         |

| Cavallermaggiore 29 giugno 2014, ore 14:00 | Hedgehogs Mantova | 33 – 7 | Razorbacks Piemonte | Campo Sportivo Comunale\| Arbitro: \| Crew \| |
| Arbitro:                                   | Crew              |        |                     |                                               |

| Cavallermaggiore 29 giugno 2014, ore 14:00 | 65ers Arona                             | 39 – 38 | Blue Storms Busto Arsizio | Campo Sportivo Comunale\| Arbitro: \| Crew Cleavers Cavriago e Gators Busnago \| |
| Arbitro:                                   | Crew Cleavers Cavriago e Gators Busnago |         |                           |                                                                                  |

| Cavallermaggiore 29 giugno 2014, ore 14:00 | Flames Busto Arsizio                    | 40 – 20 | Tauri Torino | Campo Sportivo Comunale\| Arbitro: \| Crew Cleavers Cavriago e Gators Busnago \| |
| Arbitro:                                   | Crew Cleavers Cavriago e Gators Busnago |         |              |                                                                                  |

| Cavallermaggiore 29 giugno 2014, ore 15:10 | Razorbacks Piemonte | 27 – 19 | Blue Storms Busto Arsizio | Campo Sportivo Comunale\| Arbitro: \| Crew 65ers Arona \| |
| Arbitro:                                   | Crew 65ers Arona    |         |                           |                                                           |

| Cavallermaggiore 29 giugno 2014, ore 15:10 | Hedgehogs Mantova | 48 – 14 | Gators Busnago | Campo Sportivo Comunale\| Arbitro: \| Crew Tauri Torino \| |
| Arbitro:                                   | Crew Tauri Torino |         |                |                                                            |

| Cavallermaggiore 29 giugno 2014, ore 15:10 | Cleavers Cavriago  | 40 – 7 | Flames Busto Arsizio | Campo Sportivo Comunale\| Arbitro: \| Crew Pirates Loano \| |
| Arbitro:                                   | Crew Pirates Loano |        |                      |                                                             |

#### Divisionale Nord Est
| Bologna 29 giugno 2014, ore 10:30 | Taz30 Bologna      | 35 – 20 | Banditi Ferrara | C.S. Dozza\| Arbitro: \| Crew Guatti Ancona \| |
| Arbitro:                          | Crew Guatti Ancona |         |                 |                                                |

| Bologna 29 giugno 2014, ore 10:30 | Apaches Bologna     | 32 – 40 | Angels Pesaro | C.S. Dozza\| Arbitro: \| Crew Refoli Trieste \| |
| Arbitro:                          | Crew Refoli Trieste |         |               |                                                 |

| Bologna 29 giugno 2014, ore 11:40 | Leoni Palmanova    | 32 – 13 | Guatti Ancona | C.S. Dozza\| Arbitro: \| Crew Taz30 Bologna \| |
| Arbitro:                          | Crew Taz30 Bologna |         |               |                                                |

| Bologna 29 giugno 2014, ore 11:40 | Refoli Trieste                       | 56 – 30 | Banditi Ferrara | C.S. Dozza\| Arbitro: \| Crew Apaches Bologna e Angels Pesaro \| |
| Arbitro:                          | Crew Apaches Bologna e Angels Pesaro |         |                 |                                                                  |

| Bologna 29 giugno 2014, ore 12:50 | Guatti Ancona        | 19 – 33 | Taz30 Bologna | C.S. Dozza\| Arbitro: \| Crew Leoni Palmanova \| |
| Arbitro:                          | Crew Leoni Palmanova |         |               |                                                  |

| Bologna 29 giugno 2014, ore 12:50 | Refoli Trieste                       | 38 – 31 | Apaches Bologna | C.S. Dozza\| Arbitro: \| Crew Angels Pesaro e Banditi Ferrara \| |
| Arbitro:                          | Crew Angels Pesaro e Banditi Ferrara |         |                 |                                                                  |

| Bologna 29 giugno 2014, ore 14:00 | Taz30 Bologna                         | 36 – 20 | Angels Pesaro | C.S. Dozza\| Arbitro: \| Crew Apaches Bologna e Refoli Trieste \| |
| Arbitro:                          | Crew Apaches Bologna e Refoli Trieste |         |               |                                                                   |

| Bologna 29 giugno 2014, ore 14:00 | Leoni Palmanova    | 62 – 6 | Banditi Ferrara | C.S. Dozza\| Arbitro: \| Crew Guatti Ancona \| |
| Arbitro:                          | Crew Guatti Ancona |        |                 |                                                |

| Bologna 29 giugno 2014, ore 15:10 | Refoli Trieste                         | 42 – 39 | Guatti Ancona | C.S. Dozza\| Arbitro: \| Crew Banditi Ferrara e Apaches Bologna \| |
| Arbitro:                          | Crew Banditi Ferrara e Apaches Bologna |         |               |                                                                    |

| Bologna 29 giugno 2014, ore 15:10 | Leoni Palmanova    | 13 – 26 | Angels Pesaro | C.S. Dozza\| Arbitro: \| Crew Taz30 Bologna \| |
| Arbitro:                          | Crew Taz30 Bologna |         |               |                                                |

| Bologna 29 giugno 2014, ore 16:20 | Taz30 Bologna        | 32 – 27 | Apaches Bologna | C.S. Dozza\| Arbitro: \| Crew Banditi Ferrara \| |
| Arbitro:                          | Crew Banditi Ferrara |         |                 |                                                  |

#### Divisionale Centro Sud
| Fiuggi 29 giugno 2014, ore 10:30 | Lumberjacks Fiuggi | 25 – 20 | Marines Rookies | Centro Sportivo Comunale\| Arbitro: \| Crew Raiders Roma \| |
| Arbitro:                         | Crew Raiders Roma  |         |                 |                                                             |

| Fiuggi 29 giugno 2014, ore 10:30 | Black Hammers Ostia | 42 – 6 | Sith Cagliari | Centro Sportivo Comunale\| Arbitro: \| Crew Grizzlies Roma \| |
| Arbitro:                         | Crew Grizzlies Roma |        |               |                                                               |

| Fiuggi 29 giugno 2014, ore 10:30 | Marines Lazio       | 38 – 18 | Hunters Roma | Centro Sportivo Comunale\| Arbitro: \| Crew Steelers Terni \| |
| Arbitro:                         | Crew Steelers Terni |         |              |                                                               |

| Fiuggi 29 giugno 2014, ore 11:40 | Raiders Roma                       | 40 – 32 | Goblins Lanciano | Centro Sportivo Comunale\| Arbitro: \| Crew Marines Lazio e Sith Cagliari \| |
| Arbitro:                         | Crew Marines Lazio e Sith Cagliari |         |                  |                                                                              |

| Fiuggi 29 giugno 2014, ore 11:40 | Grizzlies Roma          | 19 – 20 | Steelers Terni | Centro Sportivo Comunale\| Arbitro: \| Crew Lumberjacks Fiuggi \| |
| Arbitro:                         | Crew Lumberjacks Fiuggi |         |                |                                                                   |

| Fiuggi 29 giugno 2014, ore 11:40 | Hunters Roma             | 38 – 12 | Marines Rookies | Centro Sportivo Comunale\| Arbitro: \| Crew Black Hammers Ostia \| |
| Arbitro:                         | Crew Black Hammers Ostia |         |                 |                                                                    |

| Fiuggi 29 giugno 2014, ore 12:50 | Lumberjacks Fiuggi  | 21 – 32 | Goblins Lanciano | Centro Sportivo Comunale\| Arbitro: \| Crew Grizzlies Roma \| |
| Arbitro:                         | Crew Grizzlies Roma |         |                  |                                                               |

| Fiuggi 29 giugno 2014, ore 12:50 | Steelers Terni                      | 19 – 20 | Sith Cagliari | Centro Sportivo Comunale\| Arbitro: \| Crew Hunters Roma e Marines Rookies \| |
| Arbitro:                         | Crew Hunters Roma e Marines Rookies |         |               |                                                                               |

| Fiuggi 29 giugno 2014, ore 12:50 | Marines Lazio     | 41 – 0 | Black Hammers Ostia | Centro Sportivo Comunale\| Arbitro: \| Crew Raiders Roma \| |
| Arbitro:                         | Crew Raiders Roma |        |                     |                                                             |

| Fiuggi 29 giugno 2014, ore 14:00 | Grizzlies Roma          | 29 – 12 | Marines Rookies | Centro Sportivo Comunale\| Arbitro: \| Crew Lumberjacks Fiuggi \| |
| Arbitro:                         | Crew Lumberjacks Fiuggi |         |                 |                                                                   |

| Fiuggi 29 giugno 2014, ore 14:00 | Goblins Lanciano                          | 62 – 18 | Sith Cagliari | Centro Sportivo Comunale\| Arbitro: \| Crew Steelers Terni e Black Hammers Ostia \| |
| Arbitro:                         | Crew Steelers Terni e Black Hammers Ostia |         |               |                                                                                     |

| Fiuggi 29 giugno 2014, ore 14:00 | Raiders Roma       | 36 – 14 | Hunters Roma | Centro Sportivo Comunale\| Arbitro: \| Crew Marines Lazio \| |
| Arbitro:                         | Crew Marines Lazio |         |              |                                                              |

| Fiuggi 29 giugno 2014, ore 15:10 | Grizzlies Roma                      | 31 – 21 | Raiders Roma | Centro Sportivo Comunale\| Arbitro: \| Crew Hunters Roma e Marines Rookies \| |
| Arbitro:                         | Crew Hunters Roma e Marines Rookies |         |              |                                                                               |

| Fiuggi 29 giugno 2014, ore 15:10 | Marines Lazio         | 42 – 6 | Steelers Terni | Centro Sportivo Comunale\| Arbitro: \| Crew Goblins Lanciano \| |
| Arbitro:                         | Crew Goblins Lanciano |        |                |                                                                 |

| Fiuggi 29 giugno 2014, ore 15:10 | Black Hammers Ostia                 | 40 – 25 | Lumberjacks Fiuggi | Centro Sportivo Comunale\| Arbitro: \| Crew Hunters Roma e Marines Rookies \| |
| Arbitro:                         | Crew Hunters Roma e Marines Rookies |         |                    |                                                                               |

### 4ª giornata (Elite Bowl)
Tutte le partite si sono svolte presso il CUS Ferrara in Via Gramicia, 41. Nello stesso weekend, sempre a Ferrara, si sono disputati il XXXIV Italian Super Bowl e il Rose Bowl, finali dei massimi campionati di tackle maschili e femminili

#### Golden Bowl[5]

##### Squadre qualificate
- Hedgehogs Mantova
- Cleavers Cavriago
- Marines Lazio
- Raiders Roma
- Grizzlies Roma
- Leoni Palmanova
- X-Men Correggio
- Black Hammers Ostia
- 65ers Arona
- Guatti Ancona

##### Gironi
| Girone A            | Girone B          |
| ------------------- | ----------------- |
| Hedgehogs Mantova   | Cleavers Cavriago |
| Raiders Roma        | Marines Lazio     |
| Grizzlies Roma      | Leoni Palmanova   |
| Black Hammers Ostia | X-Men Correggio   |
| 65ers Arona         | Guatti Ancona     |

##### Prima fase
| Ferrara 5 luglio 2014, ore 14:00 | Marines Lazio          | 46 – 25 | X-Men Correggio | Campo sportivo "Trevisani"\| Arbitro: \| Crew Hedgehogs Mantova \| |
| Arbitro:                         | Crew Hedgehogs Mantova |         |                 |                                                                    |

| Ferrara 5 luglio 2014, ore 14:00 | Cleavers Cavriago | 6 – 25 | Guatti Ancona | Campo sportivo "Trevisani"\| Arbitro: \| Crew 65ers Arona \| |
| Arbitro:                         | Crew 65ers Arona  |        |               |                                                              |

| Ferrara 5 luglio 2014, ore 15:10 | Hedgehogs Mantova      | 41 – 35 | 65ers Arona | Campo sportivo "Trevisani"\| Arbitro: \| Crew Cleavers Cavriago \| |
| Arbitro:                         | Crew Cleavers Cavriago |         |             |                                                                    |

| Ferrara 5 luglio 2014, ore 15:10 | Raiders Roma       | 32 – 41 | Black Hammers Ostia | Campo sportivo "Trevisani"\| Arbitro: \| Crew Marines Lazio \| |
| Arbitro:                         | Crew Marines Lazio |         |                     |                                                                |

| Ferrara 5 luglio 2014, ore 15:10 | Leoni Palmanova     | 35 – 14 | X-Men Correggio | Campo sportivo "Trevisani"\| Arbitro: \| Crew Grizzlies Roma \| |
| Arbitro:                         | Crew Grizzlies Roma |         |                 |                                                                 |

| Ferrara 5 luglio 2014, ore 16:20 | Grizzlies Roma       | 25 – 40 | Black Hammers Ostia | Campo sportivo "Trevisani"\| Arbitro: \| Crew Leoni Palmanova \| |
| Arbitro:                         | Crew Leoni Palmanova |         |                     |                                                                  |

| Ferrara 5 luglio 2014, ore 16:20 | Cleavers Cavriago | 27 – 26 | X-Men Correggio | Campo sportivo "Trevisani"\| Arbitro: \| Crew Raiders Roma \| |
| Arbitro:                         | Crew Raiders Roma |         |                 |                                                               |

| Ferrara 5 luglio 2014, ore 16:20 | Marines Lazio          | 40 – 13 | Guatti Ancona | Campo sportivo "Trevisani"\| Arbitro: \| Crew Hedgehogs Mantova \| |
| Arbitro:                         | Crew Hedgehogs Mantova |         |               |                                                                    |

| Ferrara 5 luglio 2014, ore 17:30 | Hedgehogs Mantova    | 33 – 14 | Grizzlies Roma | Campo sportivo "Trevisani"\| Arbitro: \| Crew X-Men Correggio \| |
| Arbitro:                         | Crew X-Men Correggio |         |                |                                                                  |

| Ferrara 5 luglio 2014, ore 17:30 | Raiders Roma       | 39 – 20 | 65ers Arona | Campo sportivo "Trevisani"\| Arbitro: \| Crew Guatti Ancona \| |
| Arbitro:                         | Crew Guatti Ancona |         |             |                                                                |

| Ferrara 5 luglio 2014, ore 17:30 | Marines Lazio            | 35 – 20 | Leoni Palmanova | Campo sportivo "Trevisani"\| Arbitro: \| Crew Black Hammers Ostia \| |
| Arbitro:                         | Crew Black Hammers Ostia |         |                 |                                                                      |

| Ferrara 6 luglio 2014, ore 09:30 | Hedgehogs Mantova  | 26 – 32 | Black Hammers Ostia | Campo sportivo "Trevisani"\| Arbitro: \| Crew Guatti Ancona \| |
| Arbitro:                         | Crew Guatti Ancona |         |                     |                                                                |

| Ferrara 6 luglio 2014, ore 09:30 | Raiders Roma       | 22 – 6 | Grizzlies Roma | Campo sportivo "Trevisani"\| Arbitro: \| Crew Marines Lazio \| |
| Arbitro:                         | Crew Marines Lazio |        |                |                                                                |

| Ferrara 6 luglio 2014, ore 09:30 | Cleavers Cavriago | 25 – 32 | Leoni Palmanova | Campo sportivo "Trevisani"\| Arbitro: \| Crew 65ers Arona \| |
| Arbitro:                         | Crew 65ers Arona  |         |                 |                                                              |

| Ferrara 6 luglio 2014, ore 10:40 | X-Men Correggio          | 20 – 49 | Guatti Ancona | Campo sportivo "Trevisani"\| Arbitro: \| Crew Black Hammers Ostia \| |
| Arbitro:                         | Crew Black Hammers Ostia |         |               |                                                                      |

| Ferrara 6 luglio 2014, ore 10:40 | Grizzlies Roma         | 37 – 13 | 65ers Arona | Campo sportivo "Trevisani"\| Arbitro: \| Crew Cleavers Cavriago \| |
| Arbitro:                         | Crew Cleavers Cavriago |         |             |                                                                    |

| Ferrara 6 luglio 2014, ore 10:40 | Hedgehogs Mantova    | 25 – 29 | Raiders Roma | Campo sportivo "Trevisani"\| Arbitro: \| Crew Leoni Palmanova \| |
| Arbitro:                         | Crew Leoni Palmanova |         |              |                                                                  |

| Ferrara 6 luglio 2014, ore 11:50 | Cleavers Cavriago   | 6 – 27 | Marines Lazio | Campo sportivo "Trevisani"\| Arbitro: \| Crew Grizzlies Roma \| |
| Arbitro:                         | Crew Grizzlies Roma |        |               |                                                                 |

| Ferrara 6 luglio 2014, ore 11:50 | Leoni Palmanova   | 26 – 19 | Guatti Ancona | Campo sportivo "Trevisani"\| Arbitro: \| Crew Raiders Roma \| |
| Arbitro:                         | Crew Raiders Roma |         |               |                                                               |

| Ferrara 6 luglio 2014, ore 11:50 | Black Hammers Ostia  | 41 – 18 | 65ers Arona | Campo sportivo "Trevisani"\| Arbitro: \| Crew X-Men Correggio \| |
| Arbitro:                         | Crew X-Men Correggio |         |             |                                                                  |

##### Classifiche dopo la prima fase

###### Girone A
| Pos. | Squadra             | PCT   | G | V | N | P | PF  | PS  |
| ---- | ------------------- | ----- | - | - | - | - | --- | --- |
| 1    | Black Hammers Ostia | 1.000 | 4 | 4 | 0 | 0 | 154 | 101 |
| 2    | Raiders Roma        | 0.750 | 4 | 3 | 0 | 1 | 122 | 92  |
| 3    | Hedgehogs Mantova   | 0.500 | 4 | 2 | 0 | 0 | 125 | 110 |
| 4    | Grizzlies Roma      | 0.250 | 4 | 1 | 0 | 3 | 82  | 108 |
| 5    | 65ers Arona         | 0.000 | 4 | 0 | 0 | 4 | 86  | 158 |

###### Girone B
| Pos. | Squadra                     | PCT   | G | V | N | P | PF  | PS  |
| ---- | --------------------------- | ----- | - | - | - | - | --- | --- |
| 1    | Marines Lazio               | 1.000 | 4 | 4 | 0 | 0 | 148 | 64  |
| 2    | Template:Football Leoni FVG | 0.750 | 4 | 3 | 0 | 1 | 113 | 93  |
| 3    | Guatti Ancona               | 0.500 | 4 | 2 | 0 | 2 | 106 | 92  |
| 4    | Cleavers Cavriago           | 0.250 | 4 | 1 | 0 | 3 | 64  | 110 |
| 5    | X-Men Correggio             | 0.000 | 4 | 0 | 0 | 4 | 85  | 157 |

##### Finale 9º-10º posto
| Ferrara 6 luglio 2014, ore 13:30 | 65ers Arona                   | 13 – 7 | X-Men Correggio | Campo sportivo "Trevisani"\| Arbitro: \| Crew Raiders Roma e Leoni FVG \| |
| Arbitro:                         | Crew Raiders Roma e Leoni FVG |        |                 |                                                                           |

##### Finale 7º-8º posto
| Ferrara 6 luglio 2014, ore 13:30 | Grizzlies Roma | 40 – 47 | Cleavers Cavriago | Campo sportivo "Trevisani"\| Arbitro: \| Marines Lazio \| |
| Arbitro:                         | Marines Lazio  |         |                   |                                                           |

##### Finale 5º-6º posto
| Ferrara 6 luglio 2014, ore 13:30 | Hedgehogs Mantova   | 33 – 27 | Guatti Ancona | Campo sportivo "Trevisani"\| Arbitro: \| Black Hammers Ostia \| |
| Arbitro:                         | Black Hammers Ostia |         |               |                                                                 |

##### Finale 3º-4º posto
| Ferrara 6 luglio 2014, ore 14:40 | Raiders Roma                                       | 20 – 33 | Leoni FVG | Campo sportivo "Trevisani"\| Arbitro: \| Crew 65ers Arona, X-Men Correggio e Grizzlies Roma \| |
| Arbitro:                         | Crew 65ers Arona, X-Men Correggio e Grizzlies Roma |         |           |                                                                                                |

##### Finale
| Ferrara 6 luglio 2014, ore 14:40 | Black Hammers Ostia                                       | 21 – 35 | Marines Lazio | Campo sportivo "Trevisani"\| Arbitro: \| Crew Cleavers Cavriago, Hedgehogs Mantova e Guatti Ancona \| |
| Arbitro:                         | Crew Cleavers Cavriago, Hedgehogs Mantova e Guatti Ancona |         |               | |

##### Classifica finale
| Pos. | Squadra             | PCT   | G | V | P | PF  | PS  | Diff P. |
| ---- | ------------------- | ----- | - | - | - | --- | --- | ------- |
| 1    | Marines Lazio       | 1.000 | 5 | 5 | 0 | 183 | 85  | 98      |
| 2    | Black Hammers Ostia | 0.800 | 5 | 4 | 1 | 175 | 136 | 39      |
| 3    | Leoni FVG           | 0.800 | 5 | 4 | 1 | 146 | 113 | 33      |
| 4    | Raiders Roma        | 0.600 | 5 | 3 | 2 | 142 | 125 | 17      |
| 5    | Hedgehogs Mantova   | 0.600 | 5 | 3 | 2 | 158 | 137 | 21      |
| 6    | Guatti Ancona       | 0.400 | 5 | 2 | 3 | 133 | 125 | 8       |
| 7    | Cleavers Cavriago   | 0.400 | 5 | 2 | 3 | 111 | 150 | -39     |
| 8    | Grizzlies Roma      | 0.200 | 5 | 1 | 4 | 122 | 155 | -33     |
| 9    | 65ers Arona         | 0.200 | 5 | 1 | 4 | 99  | 165 | -66     |
| 10   | X-Men Correggio     | 0.000 | 5 | 0 | 5 | 92  | 170 | -78     |

#### Silver Bowl "II Memorial Venceslai"[6]

##### Squadre qualificate
- Refoli Trieste
- Taz30 Bologna
- Goblins Lanciano
- Gargoyles Ancona
- Hunters Roma
- Lumberjacks Fiuggi
- Razorbacks Piemonte
- Pirates Loano

##### Gironi
| Girone A         | Girone B            |
| ---------------- | ------------------- |
| Refoli Trieste   | Taz30 Bologna       |
| Gargoyles Ancona | Goblins Lanciano    |
| Hunters Roma     | Lumberjacks Fiuggi  |
| Pirates Loano    | Razorbacks Piemonte |

##### Prima fase
| Ferrara 5 luglio 2014, ore 14:00 | Refoli Trieste        | 51 – 13 | Pirates Loano | Campo sportivo "Trevisani"\| Arbitro: \| Crew Goblins Lanciano \| |
| Arbitro:                         | Crew Goblins Lanciano |         |               |                                                                   |

| Ferrara 5 luglio 2014, ore 14:00 | Gargoyles Ancona        | 26 – 13 | Hunters Roma | Campo sportivo "Trevisani"\| Arbitro: \| Crew Lumberjacks Fiuggi \| |
| Arbitro:                         | Crew Lumberjacks Fiuggi |         |              |                                                                     |

| Ferrara 5 luglio 2014, ore 14:00 | Taz30 Bologna                              | 44 – 24 | Razorbacks Piemonte | Campo sportivo "Trevisani"\| Arbitro: \| Crew Goblins Lanciano e Lumberjacks Fiuggi \| |
| Arbitro:                         | Crew Goblins Lanciano e Lumberjacks Fiuggi |         |                     |                                                                                        |

| Ferrara 5 luglio 2014, ore 15:10 | Goblins Lanciano                         | 46 – 47 (OT) | Lumberjacks Fiuggi | Campo sportivo "Trevisani"\| Arbitro: \| Crew Taz30 Bologna e Razorbacks Piemonte \| |
| Arbitro:                         | Crew Taz30 Bologna e Razorbacks Piemonte |              |                    |                                                                                      |

| Ferrara 5 luglio 2014, ore 15:10 | Refoli Trieste           | 41 – 27 | Hunters Roma | Campo sportivo "Trevisani"\| Arbitro: \| Crew Razorbacks Piemonte \| |
| Arbitro:                         | Crew Razorbacks Piemonte |         |              |                                                                      |

| Ferrara 5 luglio 2014, ore 15:10 | Gargoyles Ancona   | 39 – 13 | Pirates Loano | Campo sportivo "Trevisani"\| Arbitro: \| Crew Taz30 Bologna \| |
| Arbitro:                         | Crew Taz30 Bologna |         |               |                                                                |

| Ferrara 5 luglio 2014, ore 16:20 | Taz30 Bologna       | 33 – 34 | Lumberjacks Fiuggi | Campo sportivo "Trevisani"\| Arbitro: \| Crew Refoli Trieste \| |
| Arbitro:                         | Crew Refoli Trieste |         |                    |                                                                 |

| Ferrara 5 luglio 2014, ore 16:20 | Goblins Lanciano      | 46 – 26 | Razorbacks Piemonte | Campo sportivo "Trevisani"\| Arbitro: \| Crew Gargoyles Ancona \| |
| Arbitro:                         | Crew Gargoyles Ancona |         |                     |                                                                   |

| Ferrara 5 luglio 2014, ore 16:20 | Hunters Roma                           | 19 – 32 | Pirates Loano | Campo sportivo "Trevisani"\| Arbitro: \| Crew Refoli Trieste e Gargoyles Ancona \| |
| Arbitro:                         | Crew Refoli Trieste e Gargoyles Ancona |         |               |                                                                                    |

| Ferrara 5 luglio 2014, ore 17:30 | Refoli Trieste                    | 44 – 39 | Gargoyles Ancona | Campo sportivo "Trevisani"\| Arbitro: \| Crew Hunters Roma e Pirates Loano \| |
| Arbitro:                         | Crew Hunters Roma e Pirates Loano |         |                  |                                                                               |

| Ferrara 5 luglio 2014, ore 17:30 | Taz30 Bologna      | 33 – 12 | Goblins Lanciano | Campo sportivo "Trevisani"\| Arbitro: \| Crew Pirates Loano \| |
| Arbitro:                         | Crew Pirates Loano |         |                  |                                                                |

| Ferrara 5 luglio 2014, ore 17:30 | Lumberjacks Fiuggi | 33 – 41 | Razorbacks Piemonte | Campo sportivo "Trevisani"\| Arbitro: \| Crew Hunters Roma \| |
| Arbitro:                         | Crew Hunters Roma  |         |                     |                                                               |

##### Classifiche dopo la prima fase

###### Girone A
| Pos. | Squadra          | PCT   | G | V | P | PF  | PS  | DP  |
| ---- | ---------------- | ----- | - | - | - | --- | --- | --- |
| 1    | Refoli Trieste   | 1.000 | 3 | 3 | 0 | 136 | 79  | +57 |
| 2    | Gargoyles Ancona | 0.666 | 3 | 2 | 1 | 104 | 70  | +34 |
| 3    | Pirates Loano    | 0.333 | 3 | 1 | 2 | 58  | 109 | -51 |
| 4    | Hunters Roma     | 0.000 | 3 | 0 | 3 | 59  | 99  | -40 |

###### Girone B
| Pos. | Squadra             | PCT   | G | V | P | PF  | PS  | DP  |
| ---- | ------------------- | ----- | - | - | - | --- | --- | --- |
| 1    | Lumberjacks Fiuggi  | 0.666 | 3 | 2 | 1 | 114 | 120 | -6  |
| 2    | Taz30 Bologna       | 0.666 | 3 | 2 | 1 | 110 | 70  | -40 |
| 3    | Goblins Lanciano    | 0.333 | 3 | 1 | 2 | 104 | 106 | -2  |
| 4    | Razorbacks Piemonte | 0.333 | 3 | 1 | 2 | 91  | 123 | -32 |

##### Semifinali
| Ferrara 6 luglio 2014, ore 10:00 | Pirates Loano                       | 13 – 32 | Razorbacks Piemonte | Campo sportivo "Trevisani"\| Arbitro: \| Crew Refoli Trieste e Taz30 Bologna \| |
| Arbitro:                         | Crew Refoli Trieste e Taz30 Bologna |         |                     |                                                                                 |

| Ferrara 6 luglio 2014, ore 10:00 | Hunters Roma                               | 20 – 32 | Goblins Lanciano | Campo sportivo "Trevisani"\| Arbitro: \| Crew Gargoyles Ancona e Lumberjacks Fiuggi \| |
| Arbitro:                         | Crew Gargoyles Ancona e Lumberjacks Fiuggi |         |                  |                                                                                        |

| Ferrara 6 luglio 2014, ore 11:10 | Refoli Trieste                           | 47 – 13 | Taz30 Bologna | Campo sportivo "Trevisani"\| Arbitro: \| Crew Pirates Loano e Razorbacks Piemonte \| |
| Arbitro:                         | Crew Pirates Loano e Razorbacks Piemonte |         |               |                                                                                      |

| Ferrara 6 luglio 2014, ore 11:10 | Gargoyles Ancona                     | 33 – 21 | Lumberjacks Fiuggi | Campo sportivo "Trevisani"\| Arbitro: \| Crew Hunters Roma e Goblins Lanciano \| |
| Arbitro:                         | Crew Hunters Roma e Goblins Lanciano |         |                    |                                                                                  |

##### Finale 7º - 8º posto
| Ferrara 6 luglio 2014, ore 12:20 | Pirates Loano                           | 19 – 27 | Hunters Roma | Campo sportivo "Trevisani"\| Arbitro: \| Crew Taz30 Bologna e Lumberjacks Fiuggi \| |
| Arbitro:                         | Crew Taz30 Bologna e Lumberjacks Fiuggi |         |              |                                                                                     |

##### Finale 5º - 6º posto
| Ferrara 6 luglio 2014, ore 12:20 | Razorbacks Piemonte                    | 13 – 40 | Goblins Lanciano | Campo sportivo "Trevisani"\| Arbitro: \| Crew Refoli Trieste e Gargoyles Ancona \| |
| Arbitro:                         | Crew Refoli Trieste e Gargoyles Ancona |         |                  |                                                                                    |

##### Finale 3º - 4º posto
| Ferrara 6 luglio 2014, ore 13:30 | Taz30 Bologna                     | 6 – 61 | Lumberjacks Fiuggi | Campo sportivo "Trevisani"\| Arbitro: \| Crew Pirates Loano e Hunters Roma \| |
| Arbitro:                         | Crew Pirates Loano e Hunters Roma |        |                    |                                                                               |

##### Finale
| Ferrara 6 luglio 2014, ore 13:30 | Refoli Trieste                              | 53 – 41 | Gargoyles Ancona | Campo sportivo "Trevisani"\| Arbitro: \| Crew Razorbacks Piemonte e Goblins Lanciano \| |
| Arbitro:                         | Crew Razorbacks Piemonte e Goblins Lanciano |         |                  |                                                                                         |

##### Classifica finale
| Pos. | Squadra             | PCT   | G | V | P | PF  | PS  | DP |
| ---- | ------------------- | ----- | - | - | - | --- | --- | -- |
| 1    | Refoli Trieste      | 1.000 | 5 | 5 | 0 | 236 | 103 |    |
| 2    | Gargoyles Ancona    | 0.600 | 5 | 3 | 2 | 178 | 34  |    |
| 3    | Lumberjacks Fiuggi  | 0.600 | 5 | 3 | 2 | 196 | 37  |    |
| 4    | Taz30 Bologna       | 0.400 | 5 | 2 | 3 | 129 | -49 |    |
| 5    | Goblins Lanciano    | 0.600 | 5 | 3 | 2 | 176 | 37  |    |
| 6    | Razorbacks Piemonte | 0.400 | 5 | 2 | 3 | 136 | -40 |    |
| 7    | Hunters Roma        | 0.200 | 5 | 1 | 4 | 106 | -44 |    |
| 8    | Pirates Loano       | 0.200 | 5 | 1 | 4 | 90  | -78 |    |

#### Bronze Bowl[7]
A differenza degli altri Elite Bowl, il Bronze Bowl si è disputato con la formula del girone unico all'italiana.

##### Squadre qualificate
- Steelers Terni
- Apaches Bologna

- Sith Cagliari
- Blue Storms Busto Arsizio
- Marines Rookies
- Banditi Ferrara

##### Incontri
| Ferrara 5 luglio 2014, ore 14:00 | Apaches Bologna    | 46 – 38 | Marines Rookies | Campo sportivo "Trevisani"\| Arbitro: \| Crew Sith Cagliari \| |
| Arbitro:                         | Crew Sith Cagliari |         |                 |                                                                |

| Ferrara 5 luglio 2014, ore 14:00 | Steelers Terni                 | 25 – 7 | Banditi Ferrara | Campo sportivo "Trevisani"\| Arbitro: \| Crew Blue Storms Busto Arsizio \| |
| Arbitro:                         | Crew Blue Storms Busto Arsizio |        |                 |                                                                            |

| Ferrara 5 luglio 2014, ore 15:10 | Sith Cagliari       | 32 – 60 | Blue Storms Busto Arsizio | Campo sportivo "Trevisani"\| Arbitro: \| Crew Steelers Terni \| |
| Arbitro:                         | Crew Steelers Terni |         |                           |                                                                 |

| Ferrara 5 luglio 2014, ore 15:10 | Apaches Bologna      | 34 – 18 | Banditi Ferrara | Campo sportivo "Trevisani"\| Arbitro: \| Crew Marines Rookies \| |
| Arbitro:                         | Crew Marines Rookies |         |                 |                                                                  |

| Ferrara 5 luglio 2014, ore 16:20 | Steelers Terni       | 53 – 52 | Blue Storms Busto Arsizio | Campo sportivo "Trevisani"\| Arbitro: \| Crew Apaches Bologna \| |
| Arbitro:                         | Crew Apaches Bologna |         |                           |                                                                  |

| Ferrara 5 luglio 2014, ore 16:20 | Sith Cagliari        | 13 – 16 | Marines Rookies | Campo sportivo "Trevisani"\| Arbitro: \| Crew Banditi Ferrara \| |
| Arbitro:                         | Crew Banditi Ferrara |         |                 |                                                                  |

| Ferrara 6 luglio 2014, ore 9:30 | Sith Cagliari                                    | 19 – 25 | Banditi Ferrara | Campo sportivo "Trevisani"\| Arbitro: \| Crew Apaches Bologna e Blue Storms Busto Arsizio \| |
| Arbitro:                        | Crew Apaches Bologna e Blue Storms Busto Arsizio |         |                 |                                                                                              |

| Ferrara 6 luglio 2014, ore 10:40 | Marines Rookies     | 19 – 32 | Banditi Ferrara | Campo sportivo "Trevisani"\| Arbitro: \| Crew Steelers Terni \| |
| Arbitro:                         | Crew Steelers Terni |         |                 |                                                                 |

| Ferrara 6 luglio 2014, ore 10:40 | Apaches Bologna    | 20 – 27 | Blue Storms Busto Arsizio | Campo sportivo "Trevisani"\| Arbitro: \| Crew Sith Cagliari \| |
| Arbitro:                         | Crew Sith Cagliari |         |                           |                                                                |

| Ferrara 6 luglio 2014, ore 11:50 | Blue Storms Busto Arsizio | 21 – 20 | Banditi Ferrara | Campo sportivo "Trevisani"\| Arbitro: \| Crew Apaches Bologna \| |
| Arbitro:                         | Crew Apaches Bologna      |         |                 |                                                                  |

| Ferrara 6 luglio 2014, ore 11:50 | Steelers Terni       | 37 – 15 | Sith Cagliari | Campo sportivo "Trevisani"\| Arbitro: \| Crew Marines Rookies \| |
| Arbitro:                         | Crew Marines Rookies |         |               |                                                                  |

| Ferrara 6 luglio 2014, ore 13:00 | Steelers Terni                 | 39 – 13 | Marines Rookies | Campo sportivo "Trevisani"\| Arbitro: \| Crew Blue Storms Busto Arsizio \| |
| Arbitro:                         | Crew Blue Storms Busto Arsizio |         |                 |                                                                            |

| Ferrara 6 luglio 2014, ore 13:00 | Apaches Bologna      | 37 – 6 | Sith Cagliari | Campo sportivo "Trevisani"\| Arbitro: \| Crew Banditi Ferrara \| |
| Arbitro:                         | Crew Banditi Ferrara |        |               |                                                                  |

| Ferrara 6 luglio 2014, ore 14:10 | Steelers Terni     | 53 – 26 | Apaches Bologna | Campo sportivo "Trevisani"\| Arbitro: \| Crew Sith Cagliari \| |
| Arbitro:                         | Crew Sith Cagliari |         |                 |                                                                |

| Ferrara 6 luglio 2014, ore 14:10 | Blue Storms Busto Arsizio | 33 – 13 | Marines Rookies | Campo sportivo "Trevisani"\| Arbitro: \| Crew Banditi Ferrara \| |
| Arbitro:                         | Crew Banditi Ferrara      |         |                 |                                                                  |

##### Classifica finale
| Pos. | Squadra                   | PCT   | G | V | N | P | PF | PS |
| ---- | ------------------------- | ----- | - | - | - | - | -- | -- |
| 1    | Steelers Terni            | 1.000 | 5 | 5 |   |   |    |    |
| 2    | Blue Storms Busto Arsizio | 0.800 | 5 | 4 |   |   |    |    |
| 3    | Apaches Bologna           | 0.600 | 5 | 3 |   |   |    |    |
| 4    | Banditi Ferrara           | 0.400 | 5 | 2 |   |   |    |    |
| 5    | Marines Rookies Lazio     | 0.200 | 5 | 1 |   |   |    |    |
| 6    | Sith Cagliari             | 0.000 | 5 | 0 |   |   |    |    |

### Power Ranking della regular season
La classifica della regular season, secondo il sistema del Power Ranking, è la seguente:
- PR = punteggio del Power Ranking, PCT = percentuale di vittorie, G = partite giocate, V = partite vinte, P = partite perse, PF = punti fatti, PS = punti subiti, Sch = forza delle avversarie, Bowl = Bowl giocati, Forf. = Forfait in ritardo, Elite = Bonus Elite bowl, RSB = rating senza bonus
- La qualificazione diretta al Finalbowl è indicata in giallo (posizioni 1-5)
- La qualificazione ai playoff è indicata in verde (posizioni 6-12)
- La qualificazione alle wild card è indicata in rosso (posizioni 13-18)
- Le squadre senza i requisiti per accedere ai playoff sono indicate in grigio (meno di 4 bowl giocati)

| Pos. | Squadra                   | PR     | PCT   | G  | V | P | PF  | PS  | Sch   | Bowl | Forf. | Elite | RSB    |
| ---- | ------------------------- | ------ | ----- | -- | - | - | --- | --- | ----- | ---- | ----- | ----- | ------ |
| 1    | Hedgehogs Mantova         | +13.48 | 1.000 | 9  | 9 | 0 | 245 | 70  | -1.27 | 3    | 0     | 0     | +12.73 |
| 2    | Cleavers Cavriago         | +12.09 | .889  | 9  | 8 | 1 | 191 | 84  | -0.33 | 3    | 0     | 0     | +11.34 |
| 3    | Marines Lazio             | +12.03 | .833  | 6  | 5 | 1 | 131 | 83  | +2.79 | 2    | 0     | 0     | +11.53 |
| 4    | Raiders Roma              | +9.49  | .667  | 9  | 6 | 3 | 125 | 73  | +1.74 | 3    | 0     | 0     | +8.74  |
| 5    | Grizzlies Roma            | +8.91  | .667  | 6  | 4 | 2 | 118 | 91  | +1.82 | 2    | 0     | 0     | +8.41  |
| 6    | Leoni Palmanova           | +8.74  | .800  | 5  | 4 | 1 |     |     | -1.20 | 2    | 0     | 0     | +8.24  |
| 7    | X-Men Correggio           | +7.72  | .714  | 7  | 5 | 2 |     |     | -0.78 | 2    | 0     | 0     | +7.22  |
| 8    | Black Hammers Ostia       | +7.40  | .833  | 6  | 5 | 1 | 129 | 44  | -1.27 | 2    | 0     | 0     | +6.90  |
| 9    | 65ers Arona               | +6.78  | .667  | 6  | 4 | 2 | 105 | 79  | +1.61 | 2    | 0     | 0     | +6.28  |
| 10   | Guatti Ancona             | +6.18  | .500  | 8  | 4 | 4 |     |     | +2.97 | 3    | 0     | 0     | +5.43  |
| 11   | Refoli Trieste            | +4.62  | .625  | 8  | 5 | 3 |     |     | -1.27 | 3    | 0     | 0     | +3.87  |
| 12   | Taz30 Bologna             | +3.33  | .667  | 9  | 6 | 3 |     |     | -1.27 | 3    | 0     | 0     | +2.58  |
| 13   | Goblins Lanciano          | +3.07  | .556  | 9  | 5 | 4 |     |     | -0.52 | 3    | 0     | 0     | +2.32  |
| 14   | Gargoyles Ancona          | +2.52  | .600  | 5  | 3 | 2 | 100 | 133 | +1.20 | 2    | 0     | 0     | +2.02  |
| 15   | Angels Pesaro             | +1.66  | .600  | 5  | 3 | 2 |     |     | +2.37 | 2    | 0     | 0     | +1.16  |
| 16   | Hunters Roma              | +0.35  | .556  | 9  | 5 | 4 |     |     | -1.11 | 3    | 0     | 0     | -0.40  |
| 17   | Lumberjacks Fiuggi        | +0.21  | .333  | 6  | 2 | 4 | 63  | 68  | +1.74 | 2    | 0     | 0     | -0.29  |
| 18   | Razorbacks Piemonte       | +0.08  | .400  | 10 | 4 | 6 |     |     | +0.38 | 3    | 0     | 0     | -0.67  |
| 19   | Pirates Loano             | -1.02  | .444  | 9  | 4 | 5 |     |     | -0.97 | 3    | 0     | 0     | -1.77  |
| 20   | Steelers Terni            | -2.42  | .333  | 3  | 1 | 2 |     |     | +2.00 | 1    | 0     | 0     | -2.67  |
| 21   | Apaches Bologna           | -3.64  | .167  | 6  | 1 | 5 | 54  | 74  | +0.56 | 2    | 0     | 0     | -4.14  |
| 22   | Flames Busto Arsizio      | -5.42  | .333  | 9  | 3 | 6 |     |     | +0.24 | 3    | 0     | 0     | -6.17  |
| 23   | Blackreds Aosta           | -6.35  | .167  | 6  | 1 | 5 |     |     | +2.41 | 2    | 0     | 0     | -6.85  |
| 24   | Sith Cagliari             | -6.97  | .333  | 3  | 1 | 2 |     |     | +2.11 | 1    | 0     | 0     | -7.22  |
| 25   | Blue Storms Busto Arsizio | -7.10  | .222  | 9  | 2 | 7 |     |     | +0.25 | 3    | 0     | 0     | -7.85  |
| 26   | Marines Rookies           | -10.94 | .000  | 6  | 0 | 6 |     |     | +0.71 | 2    | 0     | 0     | -11.44 |
| 27   | Gators Busnago            | -12.26 | .000  | 3  | 0 | 3 |     |     | +1.70 | 1    | 0     | 0     | -12.51 |
| 28   | Banditi Ferrara           | -13.02 | .000  | 3  | 0 | 3 |     |     | +2.97 | 1    | 0     | 0     | -13.27 |
| 29   | Tauri Torino              | -14.62 | .000  | 6  | 0 | 6 |     |     | -0.01 | 2    | 0     | 0     | -15.12 |
| 30   | 82'ers Napoli             | -17.78 | .000  | 3  | 0 | 3 |     |     | +2.97 | 1    | 0     | 0     | -18.03 |

Classifica aggiornata al 30 giugno 2014.

## Playoff

### XVII Finalbowl
| Roma 5 ottobre 2014 | TBD | – | TBD |  |

La partita finale, chiamata XVII Finalbowl si giocherà il 5 ottobre 2014 a Roma.

## Statistiche

### Attacco

#### Quarterback
Sono considerati solo i quarterback con almeno 24 lanci effettuati e almeno il 60% di passaggi completati
- Miglior QB rating: Marco Zambelli ( Hedgehogs Mantova) 144,00
- Miglior percentuale di passaggi completati: Marco Zambelli ( Hedgehogs Mantova) 79%
- Maggior numero di lanci effettuati: Leonardo Lazzaretti ( X-Men Correggio) 105
- Maggior numero di passaggi completati: Leonardo Lazzaretti ( X-Men Correggio) 69
- Miglior percentuale di TD pass: Leonardo Lazzaretti ( X-Men Correggio) 21%
- Maggior numero di TD pass: Leonardo Lazzaretti ( X-Men Correggio) 22
- Minor numero di intercetti subiti: Marco Zambelli ( Hedgehogs Mantova), Marco Viani e Andrea Beltrami ( Cleavers Cavriago) 0
- Minor numero di sack subiti: Matteo Paolucci ( Gargoyles Ancona), Andrea Beltrami ( Cleavers Cavriago), Luca Danielli (Taz30 Bologna), Roberto Faustinelli e Federico Silla (Blackreds Aosta) 0

#### Marcatori
- Miglior marcatore: Nicolò Fagandini ( X-Men Correggio) 76
- Maggior numero di TD: Nicolò Fagandini ( X-Men Correggio) 12
- Maggior numero di TD su ricezione: Nicolò Fagandini ( X-Men Correggio) 9
- Maggior numero di TD su corsa: Roberto Faustinelli (Blackreds Aosta) 2
- Maggior numero di TD su intercetto: Nicolò Fagandini ( X-Men Correggio), Roberto Faustinelli (Blackreds Aosta) e Sebastiano Pascolo (Leoni Palmanova) 2
- Maggior numero di safety: Andrea Tavoloni ( Guatti Ancona), Gabriele Mosaico (Pirates Loano) e Cristian Cosimo ( X-Men Correggio) 1
- Maggior numero di trasformazioni da 1 punto: Luca Adami ( Hedgehogs Mantova) 5
- Maggior numero di trasformazioni da 2 punti su ricezione: Claudio Tiso e Roberto Gonnella (Razorbacks Piemonte) 5

#### Ricezioni
- Maggior numero di ricezioni: Giacomo Savini (Taz30 Bologna) e Nicolò Iotti ( X-Men Correggio) 22

### Difesa

#### Intercetti
- Maggior numero di intercetti effettuati: Sebastiano Pascolo (Leoni Palmanova) 4

#### Sack
- Maggior numero di sack effettuati: Giulia Meozzi (Leoni Palmanova) e Gianluca Dallasta ( Cleavers Cavriago) 4

#### Deflag
- Maggior numero di deflag effettuati: Cristian Cosimo ( X-Men Correggio) 21

#### Deflection
- Maggior numero di deflection effettuate: Tommy Malavasi ( Hedgehogs Mantova), Edoardo Trevisan (Razorbacks Piemonte) e Nicolò Iotti ( X-Men Correggio) 4

Statistiche aggiornate al 1º giugno 2014